# Something Always Happens
Something Always Happens is een Britse dramafilm uit 1934 onder regie van Michael Powell.

## Verhaal
Peter is een werkloze autoverkoper. Aangespoord door zijn vriendin Cynthia legt aan een oliebedrijf zijn plannen voor om benzinestations aantrekkelijker te maken voor de klanten. Wanneer het bedrijf zijn ideeën afwijst, stapt hij naar de concurrentie. Daar zijn ze wel geïnteresseerd in zijn plannen.

## Rolverdeling
| Acteur          | Personage       |
| --------------- | --------------- |
| Ian Hunter      | Peter Middleton |
| Nancy O'Neil    | Cynthia Hatch   |
| Peter Gawthorne | Mijnheer Hatch  |
| John Singer     | Billy           |
| Muriel George   | Mevrouw Badger  |
| Barry Livesey   | George Hamlin   |